# Fraude pieuse
Une fraude pieuse est une ruse destinée à tromper autrui en vue d'obtenir un résultat que l'on estime juste, le plus souvent dans un contexte religieux. Cette notion est proche du « pieux mensonge » mais elle s'en distingue dans la mesure où elle concerne en général des actions, des événements ou des objets concrets, tels de faux miracles, de faux documents ou de fausses reliques. Les religions, en particulier le christianisme médiéval, utilisent parfois ce moyen à des fins apologétiques, pour affermir la foi de leurs fidèles. La « preuve »  artificielle se veut d'autant plus convaincante qu'elle est, ou semble, observable.

## Une notion contradictoire

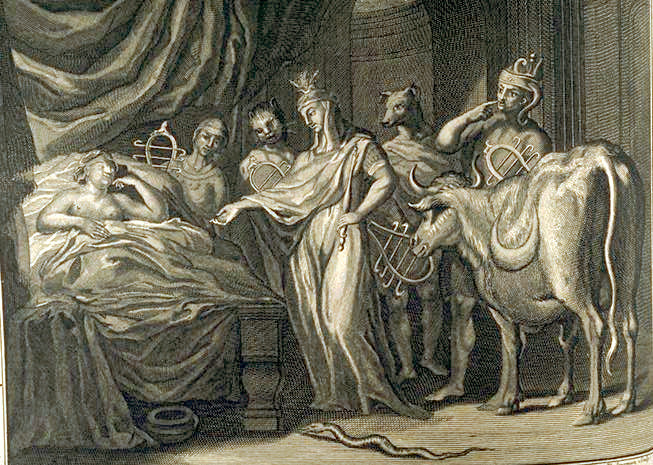
Le cortège d'Isis apparaissant à Téléthuse, gravure de Bernard Picart pour le livre IX des Métamorphoses, 1732.

### L'origine
La première pia fraus (« fraude pieuse ») de la littérature se trouve au livre IX des Métamorphoses d'Ovide, à propos de la naissance d'Iphis, jeune Crétoise que sa mère, Téléthuse, fait passer pour un garçon afin de lui sauver la vie, sur les conseils de la déesse Isis : Indecepta pia mendacia fraude latebant (« Les mensonges demeuraient cachés grâce à un pieux artifice »).

### L'oxymore
Voltaire fait partie des auteurs francophones qui utilisent à plusieurs reprises l'expression de « fraude pieuse ». Il écrit à l'évêque d'Annecy : « Les fraudes qu'on appelait jadis pieuses ne sont plus aujourd'hui que des fraudes. » Sur le paradoxe de la méthode illégitime qui vise un but jugé légitime, il demande : « Que direz-vous quand on vous soutiendra que toute fraude est impie, et que c'est un crime de soutenir la vérité par le mensonge ? »
Il pose la même question dans l'article « Fraude » de son Dictionnaire philosophique, où il imagine un débat entre deux personnages fictifs, Bambabef le « fakir » et Ouang le disciple de Confucius : le fakir s'efforce de démontrer la nécessité de tromper les gens « pour leur bien », opinion à laquelle s'oppose Ouang. Bambabef le fakir se justifie par ces mots : « Nous leur enseignons des erreurs, je l'avoue; mais c'est pour leur bien. Nous leur faisons accroire que, s'ils n'achètent pas de nos clous bénits, s'ils n'expient pas leurs péchés en nous donnant de l'argent, ils deviendront, dans une autre vie, chevaux de poste, chiens ou lézards: cela les intimide, et ils deviennent gens de bien. [...] Nous ne leur enseignons qu'une bonne morale. » Quand Ouang lui objecte qu'il pervertit les esprits, Bambabef rétorque : « Quoi ! vous croyez qu'on peut enseigner la vérité au peuple sans la soutenir par des fables ? »

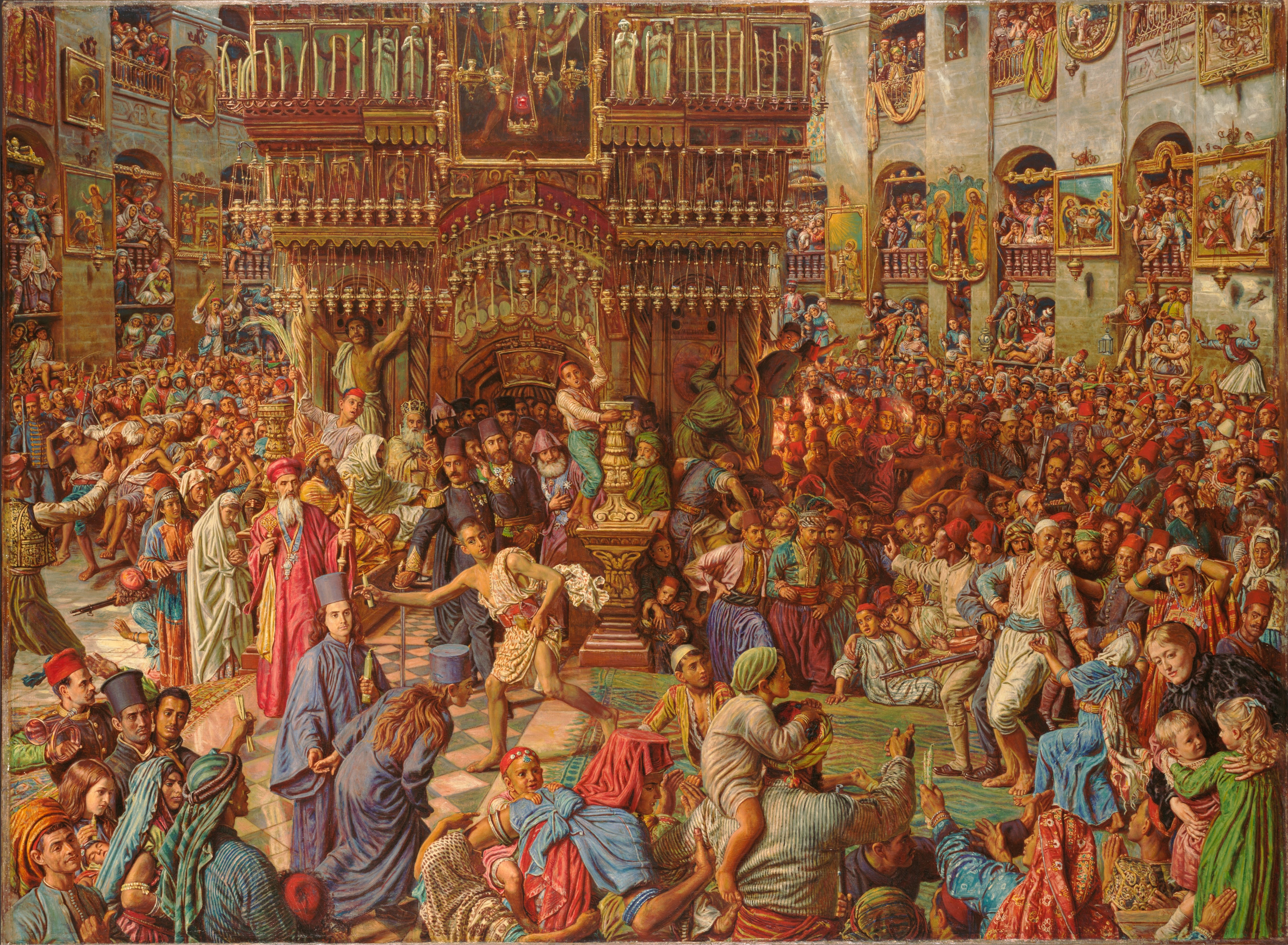
William Holman Hunt, The Miracle of the Sacred Fire (1892-1899), Fogg Art Museum.

Gibbon décrit le prétendu miracle du « feu sacré » de l'église du Saint-Sépulcre, à Jérusalem, dans son Histoire de la décadence et de la chute de l'Empire romain : « Cette pieuse fraude, conçue pour la première fois au IXe siècle, a été chérie avec dévotion par les croisés latins et est répétée chaque année par le clergé des sectes grecques, arméniennes et coptes qui imposent aux spectateurs crédules pour leur propre bénéfice et celui de leur tyrans. »
Au sujet de Jeanne d'Arc, Anatole France remarque : « Ces clercs ne regardaient qu'au but, qui était la paix du royaume et de l'Église. Il était nécessaire de préparer le miracle du salut commun. Ne soyons pas trop émus de découvrir ces fraudes pieuses sans lesquelles les merveilles de la Pucelle ne se seraient pas produites. »
Dans Par-delà le bien et le mal, Nietzsche oppose ce qu'il nomme l'« esprit libre » à la pia fraus : « Pour l’esprit libre, pour celui qui possède la "religion de la connaissance" — la pia fraus est plus contraire à son goût (à sa religiosité) que la impia fraus. De là son incompréhension de l’Église, cette incompréhension qui appartient au type de l’"esprit libre", — qui est l’assujettissement même du type de l’"esprit libre" »
Il s'interroge sur l'éthique de la fraude pieuse dans un chapitre de Crépuscule des idoles intitulé « Ceux qui veulent rendre l’humanité "meilleure" » : « La pia fraus fut l’héritage de tous les philosophes, de tous les prêtres qui voulurent rendre l’humanité "meilleure". Ni Manou, ni Platon, ni Confucius, ni les maîtres juifs et chrétiens n’ont jamais douté de leur droit au mensonge. Ils n’ont pas douté de bien d’autres droits encore… Si l’on voulait s’exprimer en formule, on pourrait dire : tous les moyens par lesquels jusqu’à présent l’humanité devrait être rendue plus morale étaient foncièrement immoraux. »

## Textes chrétiens

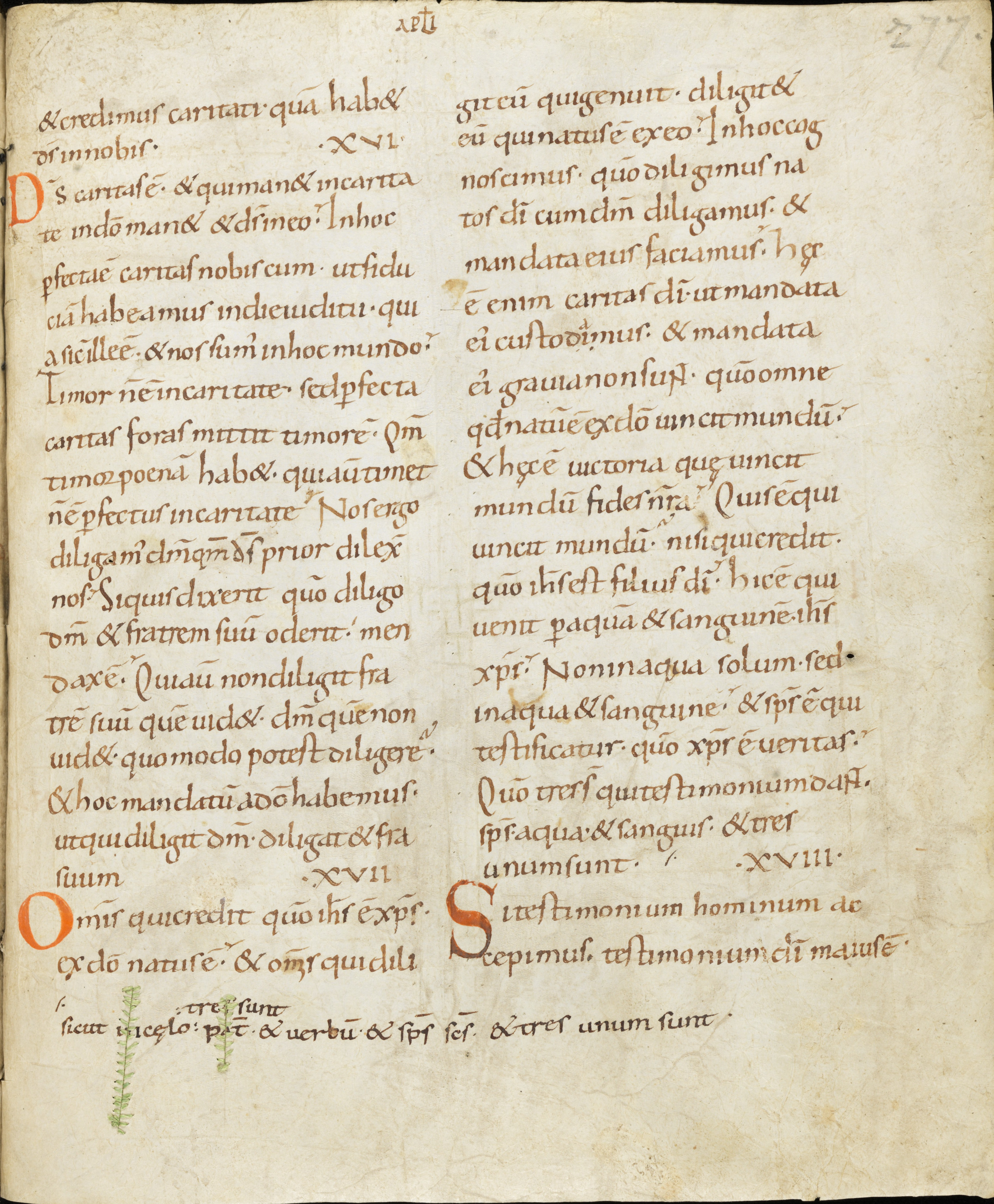
Le Comma Johanneum dans le Codex Sangallensis 63 (IXe siècle), en bas de page : tre[s] sunt pat[er] & uerbu[m] & sps [=spiritus] scs [=sanctus] & tres unum sunt (« trois sont le Père et le Verbe et le Saint Esprit et les trois sont un »).

### Nouveau Testament
L'exégèse historico-critique relève plusieurs interpolations à visée apologétique dans les quatre évangiles canoniques, notamment la finale de Marc et les généalogies de Jésus en Matthieu et Luc,,.
Dans son mémoire An Historical Account of Two Notable Corruptions of Scripture, rédigé en 1690 et publié en 1754, Isaac Newton accuse l'« Église romaine » d'avoir commis de nombreuses fraudes pieuses et s'appuie sur les travaux de Richard Simon pour dénoncer deux « falsifications majeures » destinées à démontrer le dogme de la Trinité : l'une dans la Première épître de Jean (1 Jn 5:7-8) (connue sous le nom de Comma Johanneum) et l'autre dans la Première épître à Timothée (1 Tm 3:16).

### Littérature chrétienne
Certains pseudépigraphes sont considérés comme des fraudes pieuses, par exemple l'Évangile de Barnabé.
L'authenticité du Testimonium flavianum, passage des Antiquités judaïques de  Flavius Josèphe qui mentionne Jésus de Nazareth, fait débat dans la communauté des exégètes. Des interpolations d'origine chrétienne datant sans doute de l'Antiquité semblent en effet avoir modifié le texte afin qu'il corresponde aux dogmes officiels.
La donation de Constantin est un faux document par lequel l'empereur Constantin Ier aurait accordé au pape Sylvestre l’imperium sur l'Occident. La papauté s'en est servie à partir de la fin du Ier millénaire pour justifier ses prétentions territoriales.
Le pape Clément XIV, qui a décidé de la suppression de la Compagnie de Jésus en 1773, est supposé avoir écrit des lettres magistérielles traduites par le polygraphe Louis Antoine Caraccioli, qui en est le véritable auteur. L'intention du faussaire était apologétique.

## Le culte des reliques

### Pia fraus et furta sacra

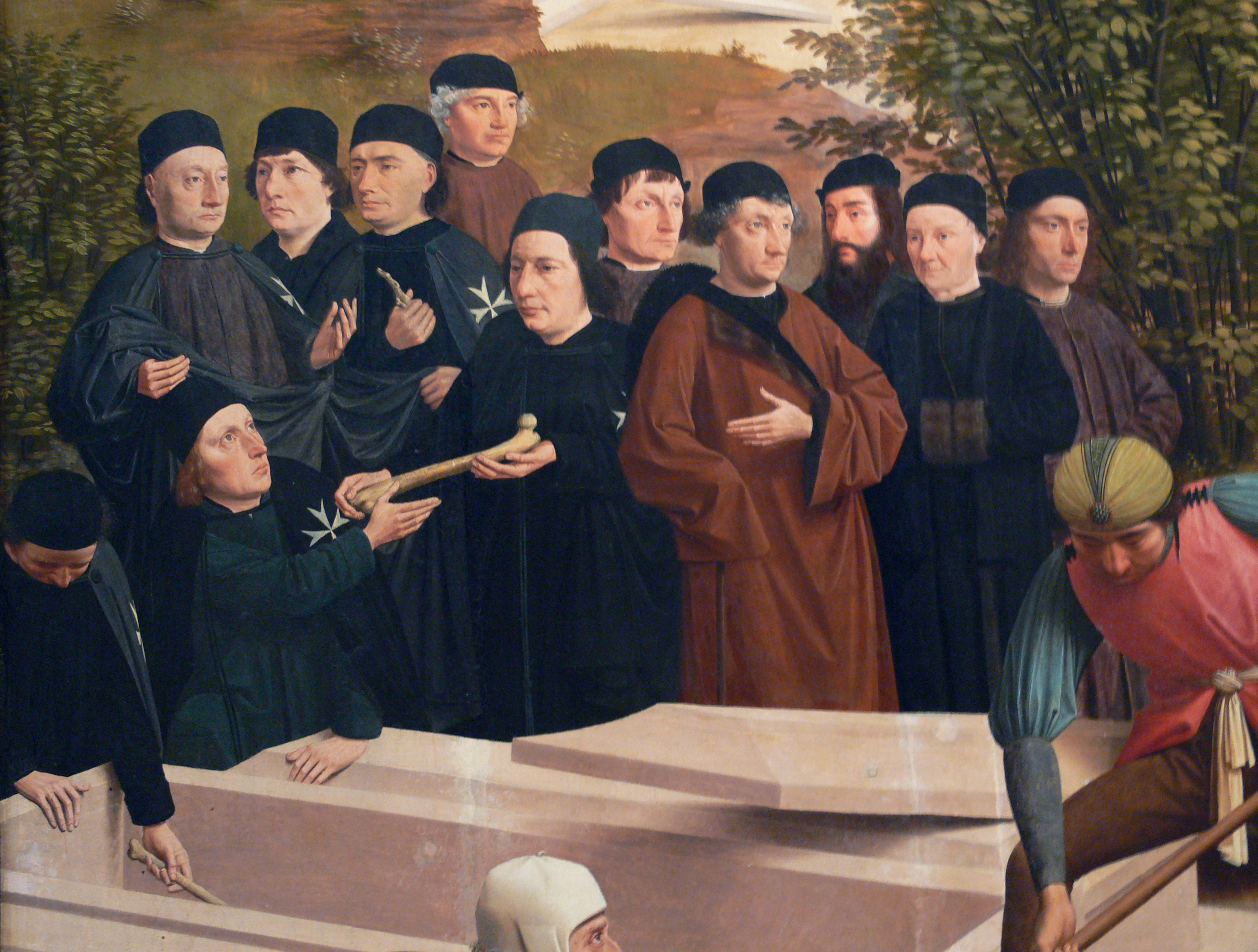
Geertgen tot Sint Jans, Le Vol des reliques de Jean le Baptiste par les chevaliers de Saint-Jean, v. 1484.

Depuis le Haut Moyen Âge, le développement du culte des reliques entraîne un accroissement de la demande : chaque diocèse, chaque abbaye, chaque église entend posséder la sienne, afin d'acquérir davantage de prestige et d'attirer de plus en plus de pèlerins, toujours sources de profit. Toutes sortes d'objets fabriqués à des fins lucratives circulent alors en Europe, négociés par des imposteurs que condamne déjà Grégoire de Tours, et ce commerce ne cesse de prospérer à partir du IXe siècle. Le trafic de reliques se généralise et les professionnels s'arrachent les restes des saints, authentiques ou non, quitte à les voler dans un monastère pour les revendre à un autre. 
Ces activités simoniaques ne suscitent pourtant aucune réprobation, alors que la législation de l'époque condamne le vol  comme un délit grave. Bien au contraire, du moment que les fraudeurs agissent pour la « bonne cause » ou sur ordre du clergé, le furtum (« escroquerie ») est justifié, voire sanctifié, à telle enseigne qu'une acquisition par des moyens illicites (pudiquement qualifiée de translatio, « translation », « transfert ») augmente la valeur de la relique : ainsi, le Moyen Âge voit fleurir des furta sacra légitimés et exaltés par les hagiographes.

### Les reliques du Christ

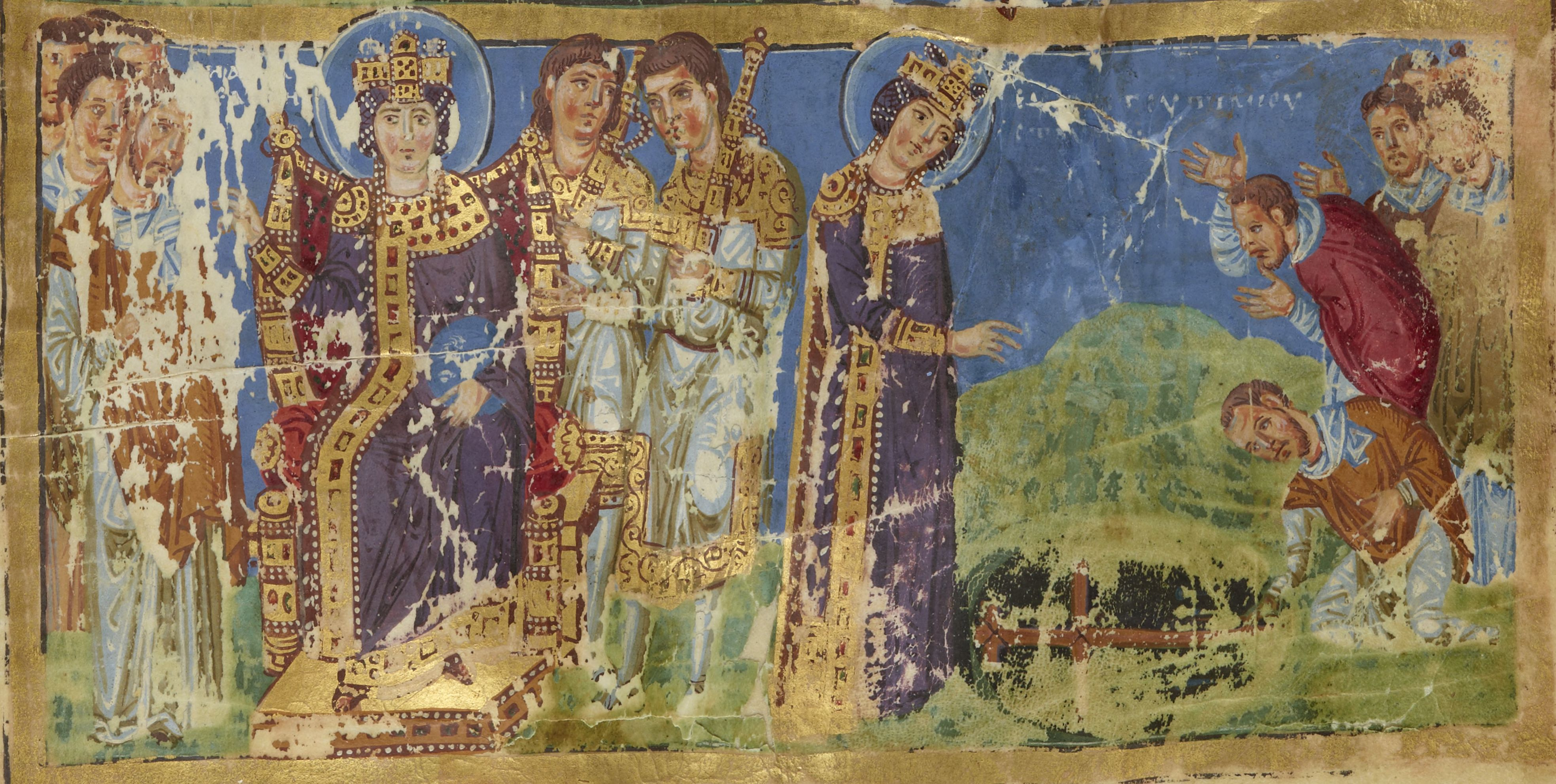
L'Invention de la Vraie Croix, manuscrit byzantin du IXe siècle.

Peu à peu, à partir du XIe siècle, le culte des reliques se veut plus scripturaire : les saints d'intérêt local 
cèdent le pas à des figures universelles, en premier lieu à ce qui touche à l'existence terrestre de Jésus de Nazareth. 
Ce christocentrisme aboutit à la multiplication des « vrais » fragments de la « Vraie Croix », si nombreux, observera Calvin dans son Traité des reliques, qu'ils représentent « la charge d'un bon gros bateau ». De même, les faussaires exercent leurs talents sur les instruments de la Passion cités dans le Nouveau Testament ou encore sur d'hypothétiques objets de contact comme le suaire de Turin, le suaire d'Oviedo et la tunique d'Argenteuil.
Le dogme de l'Ascension, selon lequel le corps du Christ s'élève en entier au ciel sans en laisser de vestige sur Terre, met un frein à ces velléités, ce qui peut expliquer l'inflation de ses prétendus cordons ombilicaux, prépuces, dents de lait, mèches de cheveux, poils de barbe, rognures d'ongles, empreintes de pas, larmes, souffles (contenus en bouteille), sans oublier ses lettres « autographes » (dont une attestée dès le  VIe siècle et imitée jusqu'au XIXe siècle ainsi que la missive de Marie et la réponse manuscrite de la Sainte Trinité, auxquels il faut ajouter un éternuement du Saint Esprit conservé dans une fiole et évoqué par Agrippa d'Aubigné.

## Du bon usage de la fraude

### Fraude pieuse contre impiété
La pia fraus peut servir d'expédient pour éviter un sacrilège. Helgaud de Fleury, hagiographe de Robert II le Pieux, le « roi pénitent » auquel il attribue de nombreux miracles, relate que pour écarter tout risque de faux serment sur des reliques, et donc de blasphème, le monarque se livrait à un pieux subterfuge : il faisait prêter serment aux puissants sur un reliquaire qui en réalité ne renfermait rien ; les humbles, pour leur part, prêtaient serment sur un « œuf de griffon » de sa collection.

### Des bénéfices miraculeux

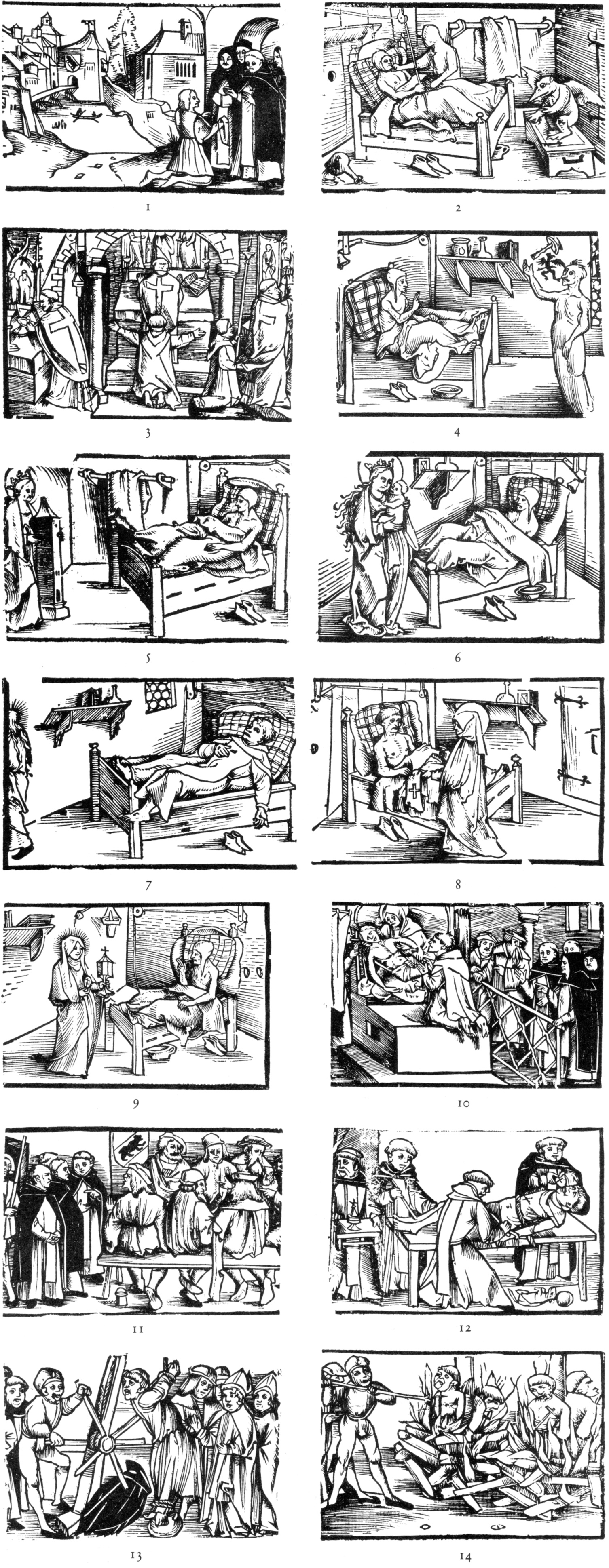
Urs Graf, L'Affaire de Berne, série de gravures (1509), musée des Beaux-Arts de Berne.

Les miracles frauduleux ont pour fonction de rehausser le prestige des reliques de saints lorsqu'elles sont authentiques, et de les authentifier lorsqu'elles sont fausses. Dans les deux cas, les événements présentés comme surnaturels assurent le renom et la prospérité des sanctuaires qui les abritent ; à l'inverse, sans ces prétendus miracles, un lieu de dévotion ne saurait guère attirer de pèlerins. Ces fraudes pieuses profitent également aux « miraculés » eux-mêmes, qui ont tout intérêt à cautionner l'intervention divine, avec la certitude de recevoir aumônes et vénération. 
Les faux prodiges garantissent parfois une forme de sécurité en cas de litige avec l'Église. On peut citer à cet égard l'exemple d'un moine pourchassé par l'Inquisition de Bologne, à la fin du XIIIe siècle, auteur de « miracles fictifs et faux avec de l'eau-de-vie [et] en lien avec le voile de la bienheureuse Vierge Marie dans la ville de Barletta », et soutirant « beaucoup d'argent » aux foules émerveillées.

## Abuseurs et abusés

### Dominicains et franciscains
La rivalité des grands ordres mendiants, les franciscains et les dominicains, se joue dès le départ en termes de luttes d'influence mais aussi de théologie. L'Église catholique encourage les uns et les autres car elle trouve un instrument apologétique efficace dans la réputation de « faiseurs de miracles » acquise par les Prêcheurs, dont les prodiges parviennent à convertir hérétiques et mécréants.
Fréquemment accusés de fraude pieuse à des fins matérielles ou spirituelles, les deux ordres ont parfois recours au même type de stratagème pour prendre l'avantage en cas de différend herméneutique. 
L'« affaire de Berne », dans les premières années du XVIe siècle, en est l'illustration. C'est lors de la querelle entre les deux ordres sur l'Immaculée Conception (jugée « doctrine pieuse et conforme au culte de l'Église » par le concile de Bâle un siècle et demi plus tôt) qu'un dominicain bernois, Hans Jetzer (de), déclare avoir été l'objet d'apparitions mariales, confirmées par des stigmates, qui lui auraient révélé la vérité à ce sujet - vérité en parfait accord avec la position de son ordre. Une fois la ruse éventée, un procès a lieu où Jetzer se prétend victime d'une machination de quatre de ses supérieurs, qui sont condamnés et périssent sur le bûcher le 31 mai 1509.
En 1534, à Orléans, des cordeliers, moines mendiants issus de l'ordre franciscain, organisent de fausses apparitions mais l'escroquerie est découverte et l'histoire s'achève par un scandale : l'« affaire des Cordeliers d'Orléans » fait grand bruit, à tel point que les Cordeliers sont bannis du royaume de France. Un témoin s'intéresse à leurs démêlés : Calvin, qui leur consacre non sans ironie un opuscule intitulé L'Esprit des Cordeliers d'Orléans et brocarde des pratiques proches de l'idolâtrie dans son Traité des reliques.

### Typologie des imposteurs
Du Moyen Âge jusqu'à l'époque moderne, la tradition distingue deux archétypes dans le domaine de la fraude religieuse : la victime de la supercherie, généralement un dévot naïf, et le faussaire, que l'on peut subdiviser en deux catégories, celle du laïc pauvre en quête de profits immérités, souvent un mendiant itinérant, et celle du clerc manipulateur, animé par un esprit de lucre contraire à ses vœux. Or, si la figure du mystificateur d'humble extraction ne connaît pas de changements dans l'imaginaire collectif, au cours des siècles, celle du clerc corrompu acquiert peu à peu une valeur métonymique : bien avant la Réforme protestante, des humanistes qui réprouvent ces dérives leur assimilent l'Église de Rome tout entière.
Soucieux de parer à ces critiques, le concile de Trente (1545-1563) s'efforce de mettre de l'ordre dans les pratiques abusives, notamment en redéfinissant le culte des reliques, et, dans le même esprit, la Contre-Réforme tente d'instaurer un clergé plus digne de sa vocation. Cependant, elle encourage la vénération des saints et cautionne les prodiges associés aux reliques et autres objets de piété, ce qui crée un climat propice à la fréquence d'événements dits « surnaturels ». Les fraudeurs s'adressent donc à un public acquis d'avance, dans toutes les classes de la société, et n'ont pas à fournir de grands efforts d'imagination : il leur suffit de suivre l'exemple des clercs.
L'Église s'emploie alors à réprimer les excès qui risquent de discréditer les dévotions dont elle entend se réserver le contrôle. Par exemple, aucun miracle ne peut être rendu public sans l'autorisation de l'ordinaire, qui enquête sur les éventuels simulateurs et sur les réputations de sainteté plus ou moins usurpées. Toutefois, à en juger d'après les diverses « affaires » qui ont suivi dès le XVIIe siècle, le succès semble relatif.

### Ouvrages
- Joachim Bouflet, Faussaires de Dieu, Paris, Presses de la Renaissance, 2000, 728 p. (ISBN 2-85616-697-0), p. 635-638
- Joachim Bouflet, Impostures mystiques, éditions du Cerf, 2023  (ISBN 9782204155199)
- Albrecht Burkardt (dir.), L'Économie des dévotions. Commerce, croyances et objets de piété à l'époque moderne, Presses universitaires de Rennes, 2018
- Albrecht Burkardt et Jérôme Grévy (dir.), Reliques politiques, Presses universitaires de Rennes, 2020  (ISBN 978-2-7535-7898-2)
- Bart D. Ehrman, Forgery and counterforgery : the use of literary deceit in early Christian polemics, New York, Oxford University Press, 2012  (ISBN 978-0-19-992803-3), 628 p.
- Frédéric Rouvillois, Le Collectionneur d'impostures, éditions Flammarion, 2010  (ISBN 978-2-0812-3759-9)

### Articles en ligne
- Nicolas Balzamo, « Fausses apparitions et vraie supercherie : l'affaire des Cordeliers d'Orléans (1534-1535) », in Bibliothèque d'Humanisme et Renaissance, 73/3, Librairie Droz, 2011, p. 481-496
- Françoise Biotti-Mache, « Aperçu sur les reliques chrétiennes », Études sur la mort, 2007/1 (n° 131), p. 115-132
- Albrecht Burkardt, « Une économie du faux : impostures et fraudes pieuses entre pratiques et fictions (Moyen Âge-Époque moderne) », in Albrecht Brukardt (dir.), L'Économie des dévotions. Commerce, croyances et objets de piété à l'époque moderne, Presses universitaires de Rennes, 2018, p. 257-289
- Patrick Geary, Le Vol des reliques au Moyen Âge. Furta Sacra, Aubier, 1993. Recension, par Michel Zimmermann, Revue de l'histoire des religions, 212-1, 1995, p. 117-119
- Andrea Graus, « Stigmatics, Politics and the Law On Fake Stigmata and “Self-styled” Sanctity in Spain and France » in Tine Van Osselaer (ed.), The Devotion and Promotion of Stigmatics in Europe, c. 1800–1950 : Between Saints and Celebrities, éditions Brill, 2021
- Gregory Hanlon, « Piété populaire et intervention des moines dans les miracles et les sanctuaires miraculeux en Agenais-Condomois au XVIIe siècle », Annales du Midi, 1985, 97-170,  p. 115-127
- Alain Sandrier, « Une fraude pieuse ou comment le bon sens est revenu à saint Meslier », Romantisme 2009/2 (n° 144), p. 129-141
- Nicolas Sarzeaud, « L’interprétation d’une sainte trace : Le Suaire de Turin et la longue histoire des régimes de preuves (note critique) », Annales. Histoire, Sciences sociales, publ. online by Cambridge University Press, 18 octobre 2024